# Chongli
Chongli (chinesisch 崇礼区, Pinyin Chónglǐ Qū, ehemals Kreis Chongli 崇礼县,  Chónglǐ Xiàn) ist ein chinesischer Stadtbezirk im Zentrum der bezirksfreien Stadt Zhangjiakou in der Provinz Hebei. Er hat eine Fläche von 2.350 Quadratkilometern und zählt 106.122 Einwohner (Stand: Zensus 2010). Chongli ist Sitz des katholischen Bistums Chongli-Xiwanzi.

## Sport
In Chongli liegt das Genting Skiresort, ein Skigebiet, in welchem einige Disziplinen der Olympischen Winterspiele 2022 ausgetragen werden sollen.